# Phaoniini
Phaoniini es una tribu de dípteros de la familia Muscidae. Contiene el género más numeroso de Muscidae, Phaonia (con 760 especies descritas).

## Géneros
- Chaetophaonia Carvalho & Nihei, 2005
- Dolichophaonia Carvalho, 1993
- Helina Robineau-Desvoidy, 1830
- Lophosceles Ringdahl, 1922
- Phaonia Robineau-Desvoidy, 1830
- Souzalopesmyia Albuquerque, 1951